# Scott Dodelson
Scott Dodelson est un cosmologiste américain, il a travaillé au Fermilab, à l'université de  Chicago.
L'astéroïde (148707) Dodelson porte son nom.